# Акжол (Мактааральский район)
Акжол (каз. Ақжол, до 2000 г. — Политотдел) — село в Мактааральском районе Туркестанской области Казахстана. Входит в состав Жанажолского сельского округа. Код КАТО — 514455700.

## Население
В 1999 году население села составляло 1762 человека (893 мужчины и 869 женщин). По данным переписи 2009 года, в селе проживали 2004 человека (991 мужчина и 1013 женщин).